# Monsieur et Madame Adelman
Pour les articles homonymes, voir Adelman.
Pour plus de détails, voir Fiche technique et Distribution.
Monsieur et Madame Adelman est un film français, le premier long métrage réalisé par Nicolas Bedos, sorti en 2017.
Sarah Adelman enterre son mari, Victor Adelman, écrivain à succès, prix Goncourt et membre de l'Académie française. Après la cérémonie, elle reçoit chez elle un journaliste venu l'interviewer pour écrire une biographie sur Victor Adelman. Par flash-back et en différents chapitres, elle évoque alors quarante-cinq années de relation tumultueuse mais passionnée, de joies et de peines, de complicités et de disputes.

## Synopsis
Victor Adelman, romancier célèbre, lauréat du prix Goncourt et membre de l’Académie française, diminué par la maladie d’Alzheimer, vient de mourir. Les obsèques bruissent de rumeurs : et si Sarah, sa femme, l’avait tué ? Un jeune journaliste ose l'aborder, et Sarah accepte de lui raconter à sa façon leur vie.
Elle relate ainsi sa première rencontre, laborieuse, en 1971, avec cet homme égocentrique et fantasque, écrivain peu doué mais plein de fantaisie, pour lequel elle ressent aussitôt un véritable coup de foudre.
Avec ténacité et à force de ruse, elle parvient à s’imposer auprès de lui. Elle commence aussitôt à  corriger ses textes et l’aide ainsi à devenir publiable : au point de décrocher le Goncourt. Puis vient l’heure du mariage réunissant deux univers dissemblables : du côté de Victor, une vieille famille aisée et conservatrice et, du côté de Sarah, une famille juive, modeste mais conviviale.
Vient le premier enfant, limité intellectuellement. Il est également pervers et méchant. Une petite fille suit, en bonne santé, entretenant une relation fusionnelle avec son père.
La gloire littéraire survient subitement avec son cortège de satisfactions factices : l’opulence, une immense demeure, des domestiques… avec pour revers l’ennui, puis des disputes de plus en plus violentes. Sarah rencontre un autre homme, demande le divorce et se remarie. Chloé, leur fille prend le parti de son père.
Victor, après une dépression, écrit leur histoire, qui le propulse en tête des ventes. Sarah est profondément troublée. Et quelques années plus tard, il vient revoir Sarah et son second mari. Sarah, qui n’a jamais cessé de l’aimer, part avec lui.
La mort du fils mal aimé, est une libération. Victor en tire un nouveau best-seller, décapant et scandaleux. Il est élu à l'Académie française.
Vieillissant, Victor voit peu à peu décliner ses fonctions cognitives. Il finit par ne plus reconnaître sa fille, par confondre sa mère et sa femme. Sarah, en 2016, le conduit pour son anniversaire sur les falaises d’Étretat et, reproduisant un de leurs anciens jeux, lui bande les yeux et le laisse avancer vers l'abîme, mettant fin à une existence qui n’est plus digne de lui et à leurs quarante-cinq ans de vie commune.
En prenant congé, le journaliste observe que le style de Victor n'était pas le même lorsqu’il vivait avec Sarah et lorsqu'ils étaient séparés. Elle lui en révèle la raison…

## Fiche technique
- Titre : Monsieur et Madame Adelman (typographié au générique : Mr & Mme Adelman)
- Réalisation : Nicolas Bedos
- Scénario : Nicolas Bedos et Doria Tillier
- Musique originale : Philippe Kelly et Nicolas Bedos
- Arrangements musicaux :  Anne-Sophie Versnaeyen
- Décors : Stéphane Rozenbaum
- Production : François Kraus et Denis Pineau-Valencienne (Les Films du kiosque)
  - Coproduction : France 2 Cinéma, Orange Studio, Umedia (en), Le Pacte
  - SOFICA : Cinémage 10, Cinéventure 1, Indéfilms 4
- Tournage : à partir de janvier 2016[2]
- Budget : 6 millions €
- Pays d'origine :  France
- Date de sortie : 8 mars 2017

## Distribution
- Doria Tillier : Sarah Adelman
- Nicolas Bedos : Victor de Richemont, puis Adelman
- Denis Podalydès : le psy
- Antoine Gouy : le journaliste
- Christiane Millet : Mme de Richemont
- Pierre Arditi : Claude de Richemont
- Fleur Geffrier : Marion
- Zabou Breitman : la directrice d'école
- Julien Boisselier : Antoine de Richemont
- Lola Bessis : Mélanie (l'étudiante)
- Jean-Pierre Lorit : Marc Danchelier
- Nicolas Briançon : le pédiatre
- Betty Reicher : la mère de Sarah
- Ronald Guttman : le père de Sarah
- Solange Najman : la grand-mère de Sarah
- Solveig Maupu : la sœur de Victor
- Julie Delarme : Chloé adulte
- Lucie Fagedet : Chloé à 14 ans
- Jack Lang : lui-même
- Athéna Zelcovich : une amie dans la boîte de nuit
- Laetitia de Fombelle : la chroniqueuse littéraire

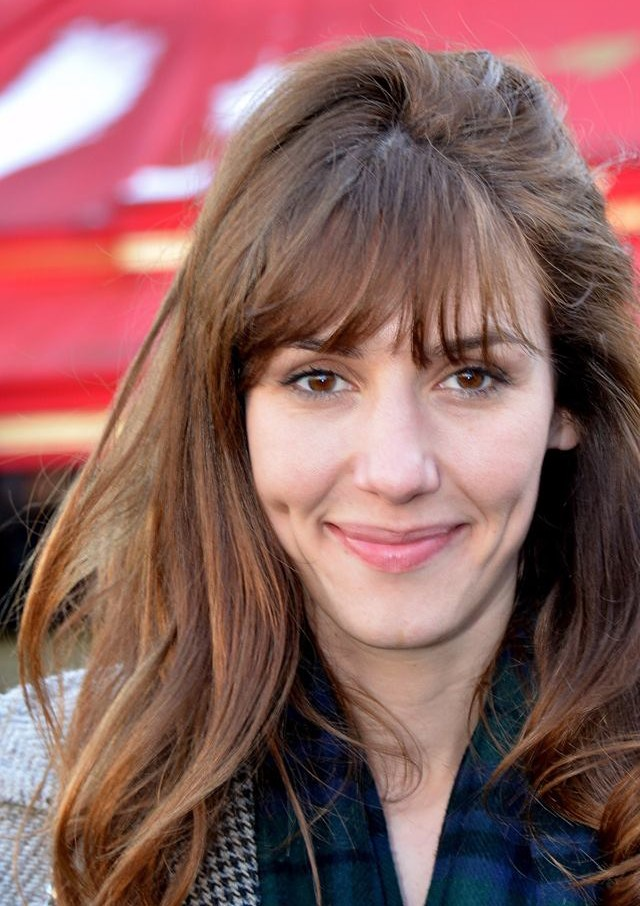
Doria Tillier
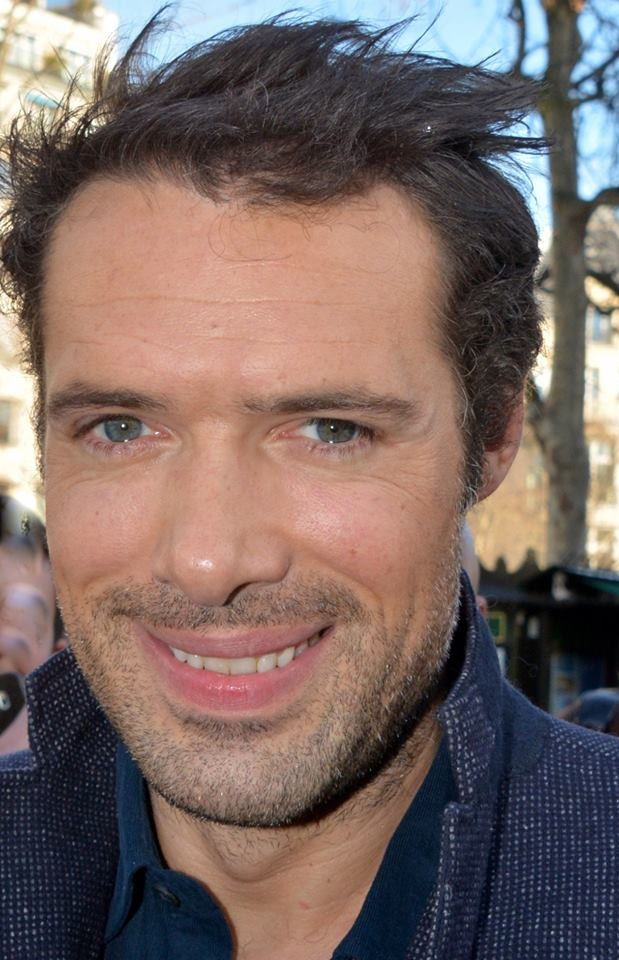
Nicolas Bedos
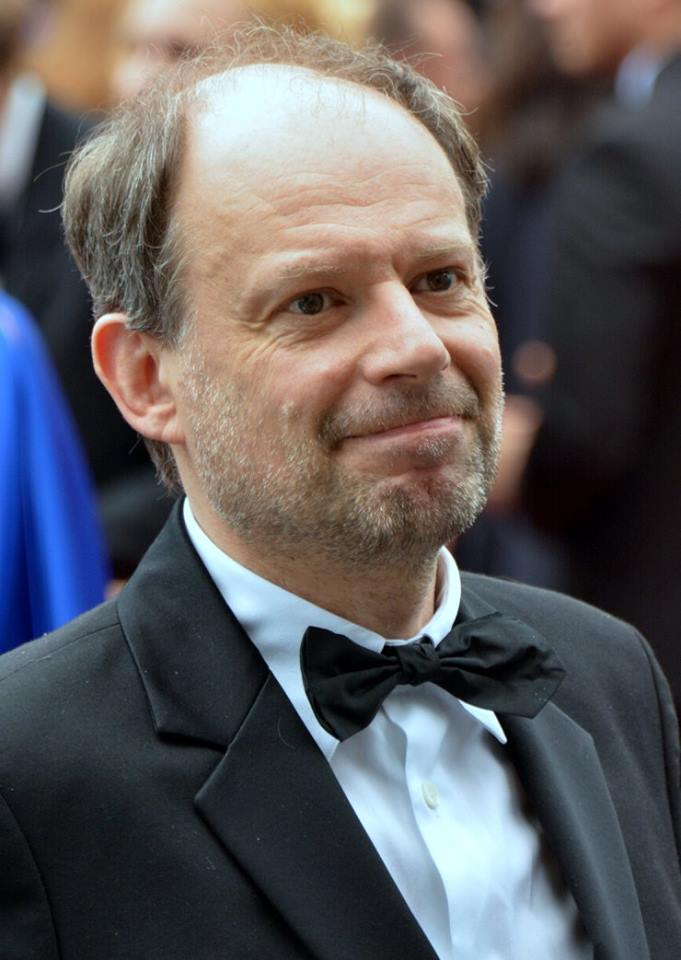
Denis Podalydès
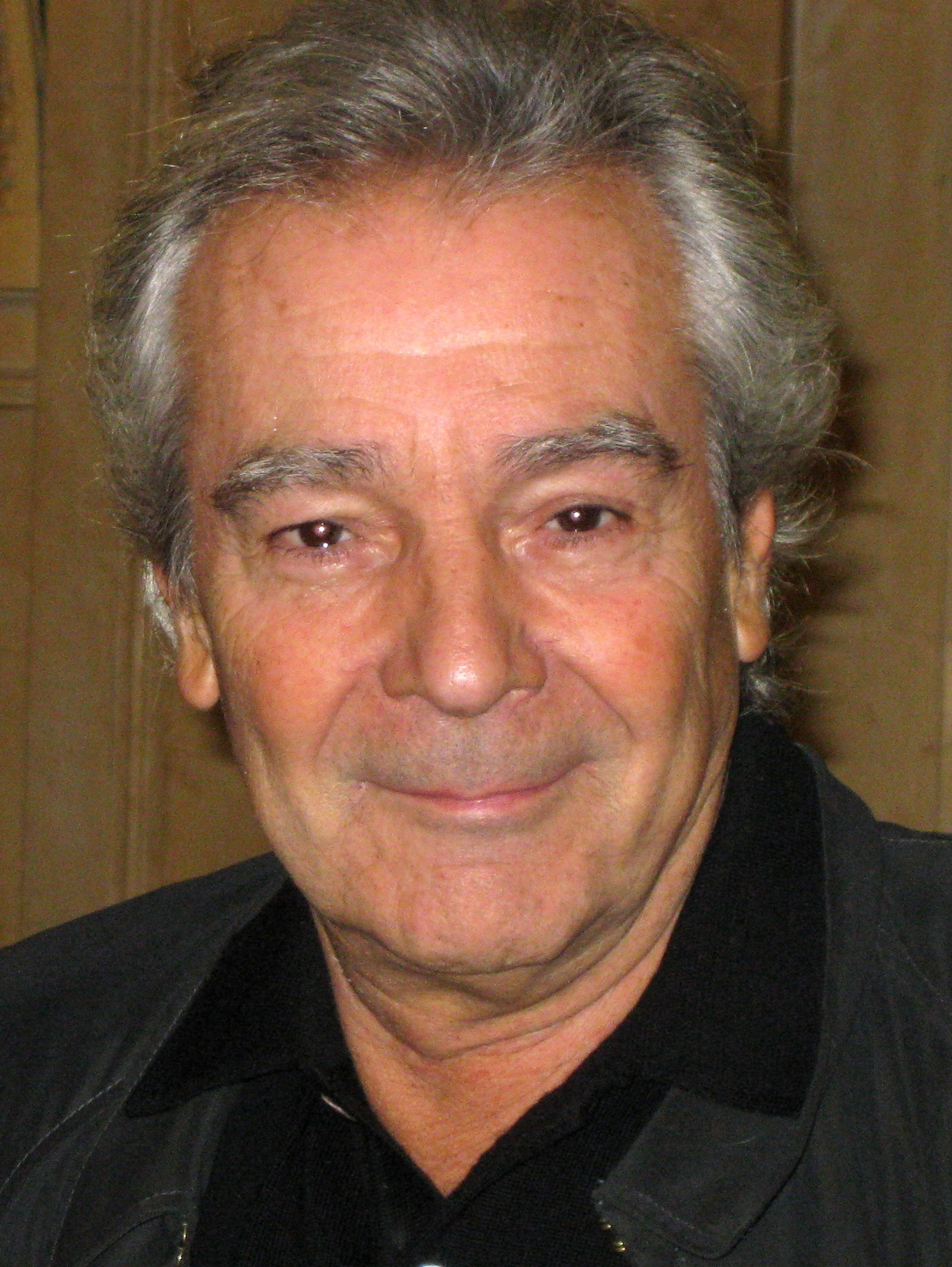
Pierre Arditi
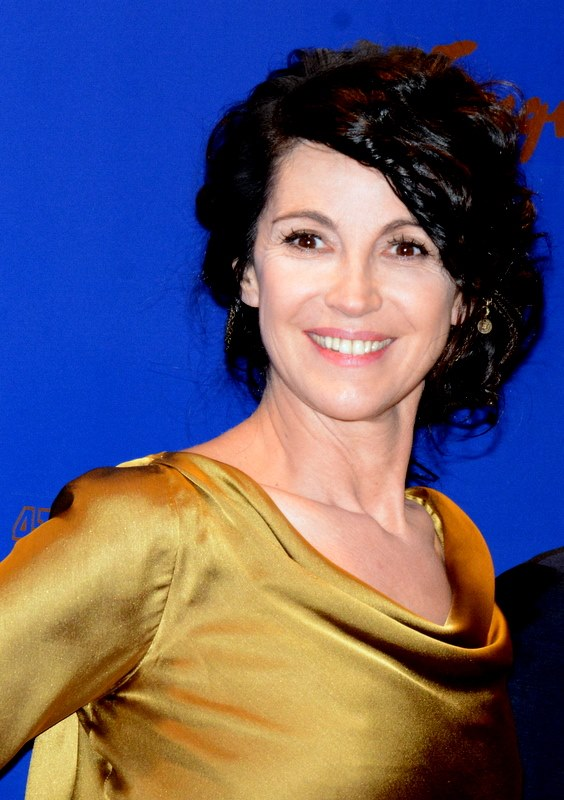
Zabou Breitman

## Accueil

### Box-office
La première semaine en France, le film réalise 126 787 entrées, puis rassemble 329 419 spectateurs au total, à l'affiche durant quatre semaines.

### Diffusion
Le film est diffusé une première fois à la télévision le 10 janvier 2018 sur Canal+ et une seconde, sur France 2 le 21 juillet 2019 et réunit 1 764 000 de téléspectateurs, soit 10,6 % du public. Lors des diffusions télévisuelles, le film est déconseillé aux moins de 10 ans du fait de quelques scènes et dialogues particulièrement crus.

### Critiques
Le film recueille une moyenne de 3,4 sur 5 des critiques presse sur Allociné.
Sorj Chalandon dans Le Canard enchaîné parle d'un « film aux accents de théâtre, drôle, mordant, servi par une exubérance acide et contagieuse ». Jacques Mandelbaum pour le journal Le Monde, est plus critique en évoquant un film « gâché par la grandiloquence et les clichés en série ». Tandis que Les Inrocks parle de « deux heures exténuantes d'un mélo boursouflé ».

## Autour du film
L'année 2017 voit sortir deux films partageant le thème de l'épouse d'une gloire littéraire véritable responsable du succès de son mari, pour ne pas dire plus : The Wife, film britannique de Björn Runge, sorti en septembre 2017, qui met en scène les Castleman, et Monsieur et Madame Adelman, sorti en mars.
S'il y a peu de chances que l'un des projets ait influencé l'autre, The Wife est l'adaptation d'un roman éponyme de Meg Wolitzer, datant de 2003. Le roman de Meg Wolitzer n'est pas crédité au générique de Monsieur et Madame Adelman, mais les ressemblances sont frappantes. Il est hautement possible que ses auteurs s'en soient inspiré — ce qui serait cocasse pour un film dont le sujet touche à la propriété intellectuelle —, à moins d'une collision temporelle provenant de ce que la question des rapports du masculin et du féminin, et plus spécialement du sexisme du monde de l'édition, était dans l'air du temps. « Les deux films […] montrent qu'elle est le génie et lui l'imposteur. Ce n'est même pas lui qui manipule la femme, mais c'est elle qui, consciente des contraintes sociales, échafaude le plan de devenir l'écrivain fantôme de son mari ».

## Distinctions

### Récompenses
- Festival du film de Cabourg 2017 : Swann d'or de la révélation féminine pour Doria Tillier
- City of Lights, City of Angels 2017  d'Hollywood à Los Angeles : prix du public[10]

### Nominations
- 43e cérémonie des César : 
  - César de la meilleure actrice pour Doria Tillier
  - César du meilleur premier film pour Nicolas Bedos
- Globe de cristal 2018 : 
  - Globe de cristal de la meilleure actrice pour Doria Tillier
  - Globe de cristal du meilleur film